# Schizonycha ferrugineipennis
Schizonycha ferrugineipennis är en skalbaggsart som beskrevs av Moser 1924. Schizonycha ferrugineipennis ingår i släktet Schizonycha och familjen Melolonthidae. Inga underarter finns listade i Catalogue of Life.